# 김영남 (납북자)
김영남은 1978년 조선민주주의인민공화국에 납치 된 것으로 알려진 인물이다. 그러나 본인은 납치 된 것을 부정하고있다. 북한의 특수 기관에 근무하고 남북 통일을 위한 일을 하고있다. 일본 정부가 일본인 납치 피해자로 인정 된 요코타 메구미와의 사이에 딸이 하나있다 (김은경). 또한 재혼 상대 인 박춘화 사이에 아들이 한 명 있다.

## 북한으로 건너간 경위
2006년 6월 29일, 제14차 남북 이산 가족 상봉에서 어머니 최계월여사(1925~2018) 옆에서  금강산 호텔에서 기자 회견이 열렸다. 그 때 그가 북한으로 건너간 경위를 다음과 같이 설명했다.  
전북 군산 선유도 해수욕장에 놀러 갔을 때 작은 배를 타고있는 동안에 낮잠을 버리고 깨달은 때 바다에 흘려 버리고 있었다. 해상을 표류하고 있을 때 우연히 북한 선박에 발견돼 구조됐다. 
그러나 현지 어민에 따르면, 선유도에서 표류하는 것은있을 수없는 이야기라고한다.

## 회견
이 2006년의 회견에서 당사국인 일본의 매스 미디어는 참가할 수 없었다. 대한민국 언론은 참여할 수 있었지만, 사전에 질문 사항을 제출해야 했으며, 즉석 질문이나, 구두로 전달하는 질문은 할 수 없었다.